# Bodycam
Bodycam est un jeu de tir à la première personne multijoueur développé par Reissad Studio, sorti le 8 juin 2024 sur Steam.

## Système de jeu
Bodycam est un jeu de tir tactique à la première personne comportant des graphismes photoréalistes et une perspective de caméra corporelle, avec des effets visuels tels que le vignettage de l'image, l'aberration chromatique ou encore la distorsion de lentille pour renforcer l'immersion.  
Le gameplay se concentre sur des affrontements entre joueurs dans divers environnements tels qu'une maison abandonnée, un entrepôt, une forêt ou une plateforme pétrolière. Trois modes de jeu sont proposés au lancement de l'accès anticipé : 
- Match à mort, jusqu'à 10 joueurs, qui s'affrontent jusqu'à ce que l'un deux atteigne un objectif de kills défini.
- Match à mort par équipe, avec deux équipes jusqu'à 5 joueurs et une rotation d'armes à chaque manche.
- Body Bomb, avec deux équipes jusqu'à 5 joueurs et une rotation d'armes à chaque manche : une équipe a pour objectif de faire exploser la bombe, l'autre de la désamorcer. La bombe peut être placée n'importe où sur la carte[1], et son compte à rebours avant explosion sera d'autant plus réduit qu'elle est placée près du point de spawn ennemi. Une fois la bombe amorcée, elle peut également être portée par un joueur, mais celui-ci ne peut plus utiliser ses armes tant qu'il la tient.

## Développement
Bodycam est développé par Reissad Studios, basé à Nanterre et composé à l'origine de deux frères âgés de 17 et 20 ans au commencement du projet. Le jeu utilise Unreal Engine 5 pour offrir des graphismes photoréalistes et une expérience de jeu immersive en vue à la première personne.
Le projet est annoncé le 25 août 2023, et un premier trailer de gameplay est publié le 13 septembre 2023. Le 16 janvier 2024, un nouveau trailer de gameplay annonce l'ouverture du premier playtest cinq jours plus tard. Durant une journée, il permet aux joueurs d'essayer le jeu sur invitation et de fournir des retours aux développeurs. Du 31 mai au 2 juin, un second playtest donne une nouvelle opportunité aux joueurs de découvrir les mécaniques de jeu et les améliorations apportées à la suite des premiers retours.
Le 31 mai 2024, Reissad studio annonce la sortie de Bodycam en accès anticipé sur Steam pour le 7 juin 2024 en Amérique et le 8 juin 2024 dans le reste du monde.
Classé meilleure vente sur la plateforme Steam lors de sa première semaine d’exploitation, le jeu atteint les 800 000 ventes en juillet 2024 et un chiffre d’affaires de 20 millions d’euros.  